# ベニバシガモ
ベニバシガモ （紅嘴鴨、学名：Netta peposaca）は、カモ目カモ科に分類される鳥類の一種である。

## 分布
南アメリカ（チリ中部からアルゼンチン、パラグアイ、ウルグアイ、ブラジル南部）に分布する。

## 形態
雄の嘴は鮮やかなピンク色で、これが和名の由来になっている。嘴の基部にはこぶがある。頭、頸、前胸部は紫色の光沢のある黒色で、背中はやや緑色がかった光沢のある黒色である。脇から下腹部にかけては灰色で、下尾筒は白色である。雌は嘴は青灰色で、基部にこぶはない。体色は全体が褐色である。

## 生態
主に湖沼や池などに生息する。非繁殖期は群れで生活する。潜水ガモに分類されるが、採食は主に水面で行い潜水はあまり行わない。
岸辺の茂みの中に営巣する。しばしば、他の水鳥の巣に卵を産みこむことがある。1腹8-12個（平均10個）の卵を産み、抱卵期間は25-28日である。
繁殖期前に雄は、嘴を上に向け頸を高く伸ばすディスプレイ行為を行う。